# Lago di Moiry
Il lago di Moiry (in francese lac de Moiry) è un bacino artificiale creato dalla diga di Moiry che si trova nel vallone di Moiry al fondo della valle d'Anniviers nel canton Vallese in Svizzera.

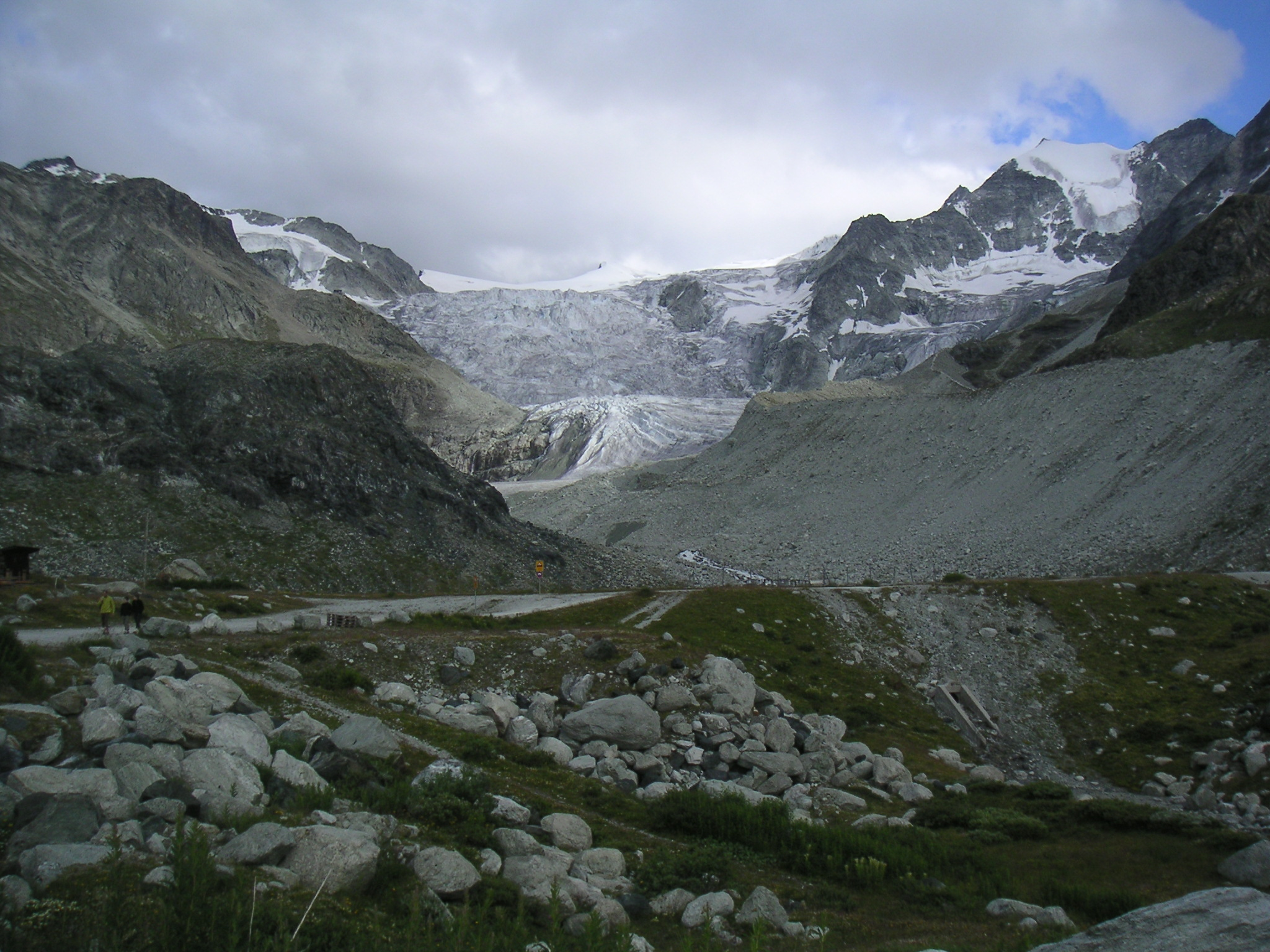
Veduta del ghiacciaio di Moiry (sopra il lago omonimo)